# Phyllachora dallasensis
Phyllachora dallasensis är en svampart som beskrevs av Petr. 1954. Phyllachora dallasensis ingår i släktet Phyllachora och familjen Phyllachoraceae.   Inga underarter finns listade i Catalogue of Life.